# Rád Benedek
Rád Benedek († 1311. július 11./október) magyar katolikus főpap.

## Élete
1289. november 30. és 1311. július 11. között töltötte be a veszprémi megyés püspöki széket, ami mellett a királynéi kancellári tisztet is betöltötte (1289–1290. november 24. között, majd 1291. október 9.–1309 között másodszor). Püspöki pecsétje 1299-ből maradt fenn.
Utóda a királynéi kancellárián 1291-ben András egri püspök, 1310 és 1311 között betöltetlen, majd 1312 és 1322 között Ákos nembeli István, aki 1311. október 7-étől a veszprémi püspöki székben is követi.